# جون مكاي (رياضياتي)
جون مكاي (بالإنجليزية: John McKay)‏ هو رياضياتي بريطاني، ولد في 16 يونيو 1939 في كنت في المملكة المتحدة.